# Nyle DiMarco
Nyle DiMarco (ur. 8 maja 1989 w Nowym Jorku) – amerykański model, aktor i aktywista społeczny. Zwycięzca 22. edycji programu America’s Next Top Model.

## Życiorys

### Rodzina i edukacja
Urodził się w nowojorskim Queens w rodzinie głuchych, zarówno jego dziadkowie, rodzice – Donna DiMarco i Neal Thompson, jak i jego bracia (brat bliźniak Nico i starszy Neal) byli głusi. Jego rodzina była pochodzenia włoskiego (dziadek od strony matki), angielskiego, szkockiego i niemieckiego. Jego rodzice rozwiedli się w jego wczesnym dzieciństwie i wychowywała go samotnie matka. Dorastał w Frederick w Maryland.
Ukończył Gallaudet University na wydziale matematyki. Opanował amerykański język migowy, a także stał się biegły w czytaniu warg i komunikacji niewerbalnej.

### Kariera

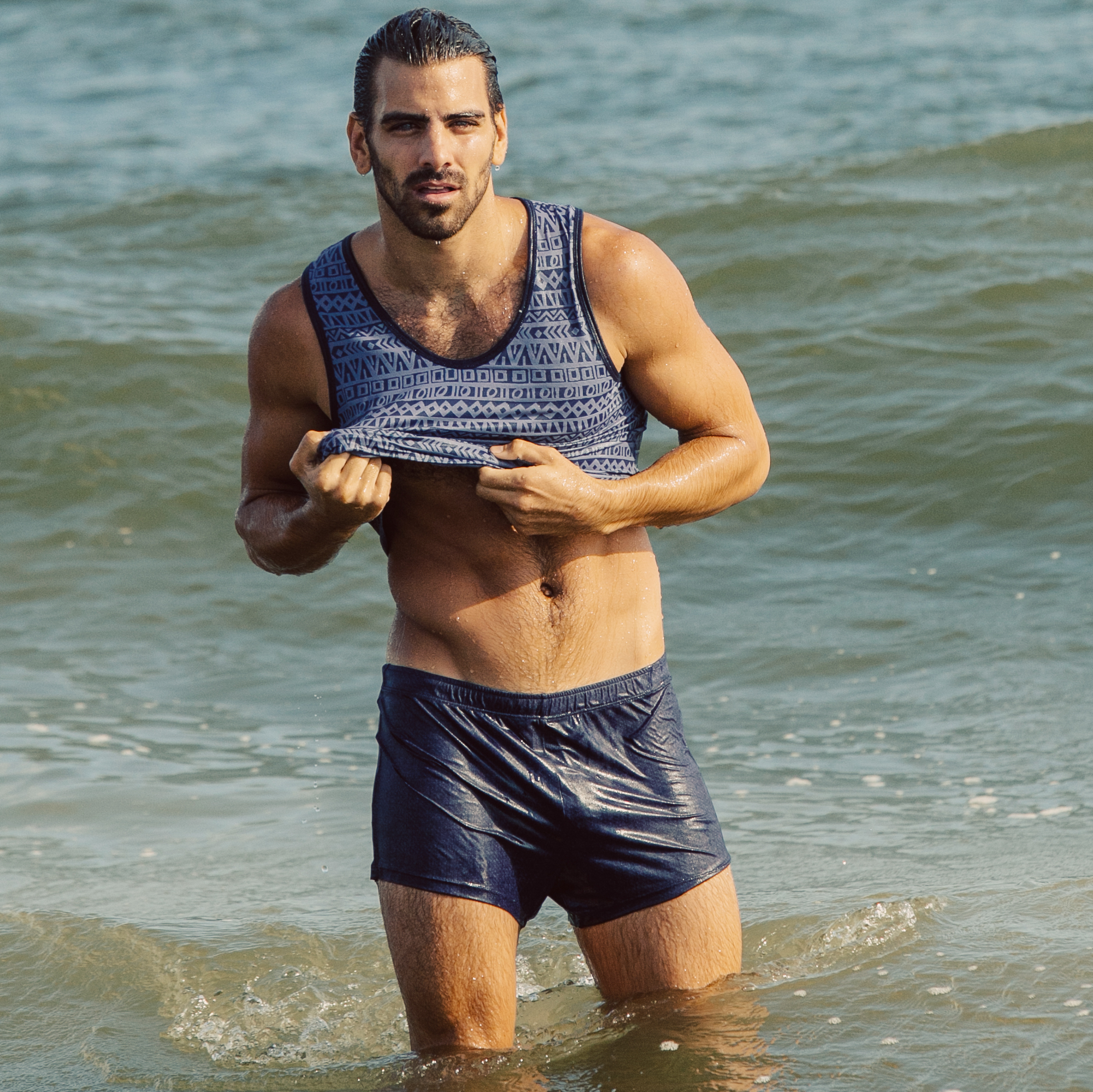
DiMarco (2015)

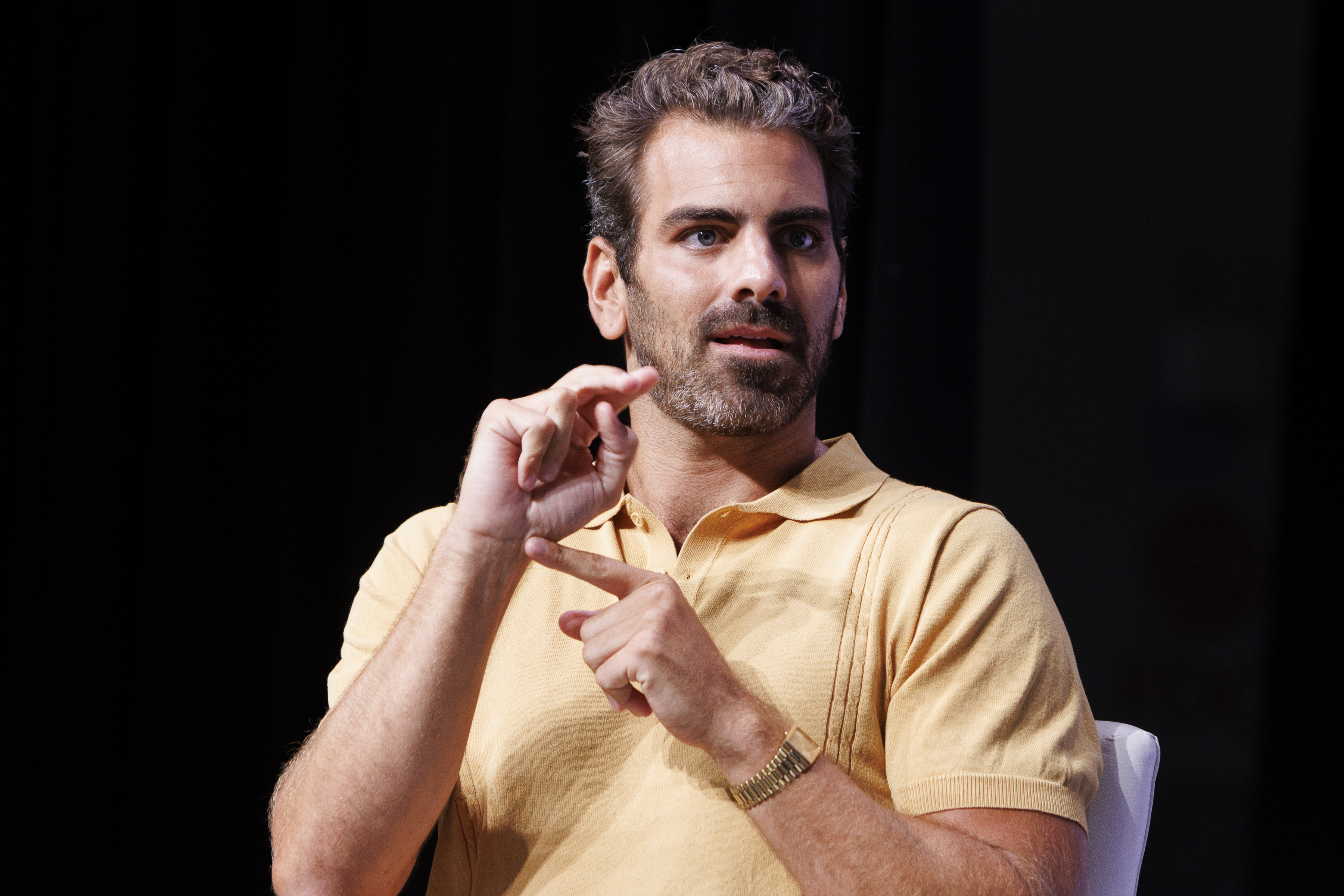
DiMarco (2022)

W 2013 zagrał główną rolę w niezależnym filmie W puszce (In the Can), który został opowiedziany w amerykańskim języku migowym z angielskimi napisami. W 2014 i 2015 roku zagrał rolę Garretta Banducciego w serialu Freeform Switched at Birth. Pracował przez około rok jako model freelancer.
W 2015 zwyciężył w finale programu America’s Next Top Model. Pracował jako model dla nowojorskiej agencji Wilhelmina Models, prezentując m.in. kolekcje Hugo Boss AG i Calvina Kleina. W 2016 w parze z Petą Murgatroyd zwyciężył w finale 22. edycji programu Dancing with the Stars, zostając pierwszym głuchym uczestnikiem formatu, który tego dokonał.
W 2016 został twarzą australijskiego lutowego magazynu gejowskiego „DNA”, październikowego wydania magazynu gejowskiego „Attitude” i listopadowego „Runway Prestige” w Hongkongu. 22 września 2016 w Rio All Suite Hotel and Casino w Las Vegas wystąpił w rewii striptizerów Chippendales. Pojawił się także w teledyskach: Tóc Tiên - „Big Girls Don’t Cry” (2016), Alex Newell - „Basically Over You (B.O.Y)” (2018) i Dan + Shay - „Tequila” (2018). Zagrał Dylana w jednym z odcinków serialu ABC Studios Jednostka 19 (Station 19, 2019).

### Życie prywatne
W 2015, udzielając wywiadu dla magazynu „Out”, określił swoją seksualność jako „płynną”.